# Okalewo
Okalewo – wieś w Polsce położona w województwie kujawsko-pomorskim, w powiecie rypińskim, w gminie Skrwilno.
Przez miejscowość przebiega droga wojewódzka nr 563.

## Podział administracyjny
Do 1954 roku miejscowość była siedzibą gminy Okalewo. W latach 1954–1971 wieś należała i była siedzibą władz gromady Okalewo, po jej zniesieniu w gromadzie Skrwilno. W latach 1975–1998 miejscowość administracyjnie należała do województwa włocławskiego.

## Demografia
Według Narodowego Spisu Powszechnego (III 2011 r.) liczyła 869 mieszkańców. Jest drugą co do wielkości miejscowością gminy Skrwilno.

## Obiekty zabytkowe
We wsi znajdują się: neoromański kościół Matki Boskiej Szkaplerznej, paltrak (wiatrak) z 1821 roku, a także klasycystyczny pałac z parkiem krajobrazowym.

## Urodzeni
Czesław Młot-Fijałkowski (ur. 14 kwietnia 1892, zm. 17 kwietnia 1944 w Murnau am Staffelsee) – generał brygady Wojska Polskiego.